# Alvechurch Light Car
Die Alvechurch Light Car Company war ein britisches Unternehmen.

## Unternehmensgeschichte
Die Familie Dunkley, die bereits die Dunkley Car Company leitete, gründete 1911 das Unternehmen. Der Sitz war in Alvechurch bei Birmingham. Im gleichen Jahr begann die Produktion von Automobilen. Der Markenname lautete Alvechurch. Der Erfolg am Markt war gering. Bis zur Produktionseinstellung 1911 entstanden zwei Fahrzeuge. Eine Quelle meint, dass der Misserfolg zum Bankrott des Unternehmens führte.

## Fahrzeuge
Das einzige Modell war ein Cyclecar. Ein V2-Motor von Matchless mit 8 bhp (5,9 kW) trieb das Fahrzeug an. Der Motor war luftgekühlt. Die Kraftübertragung erfolgte mittels Riemenantrieb.